# Santa Maria d'Agramunt
Santa Maria d'Agramunt és una església romànica al municipi d'Agramunt a la comarca d'Urgel) declarada bé cultural d'interès nacional des del 1931.
Les portalades de la façana oest i nord constitueixen un magnífic exemple de l'escultura romànica catalana del segle xiii de l'escola lleidatana, amb influències tolosanes, mudèjars i altres elements d'origen anglonormand. Documentada des de la fi del segle xi, en el xii es va construir l'edifici actual, quan Ermengol VII va atorgar la carta de població a Agramunt. Des del 1953, una sèrie de restauracions han tornat a l'església la fesomia original, excepte la policromia.

## Descripció

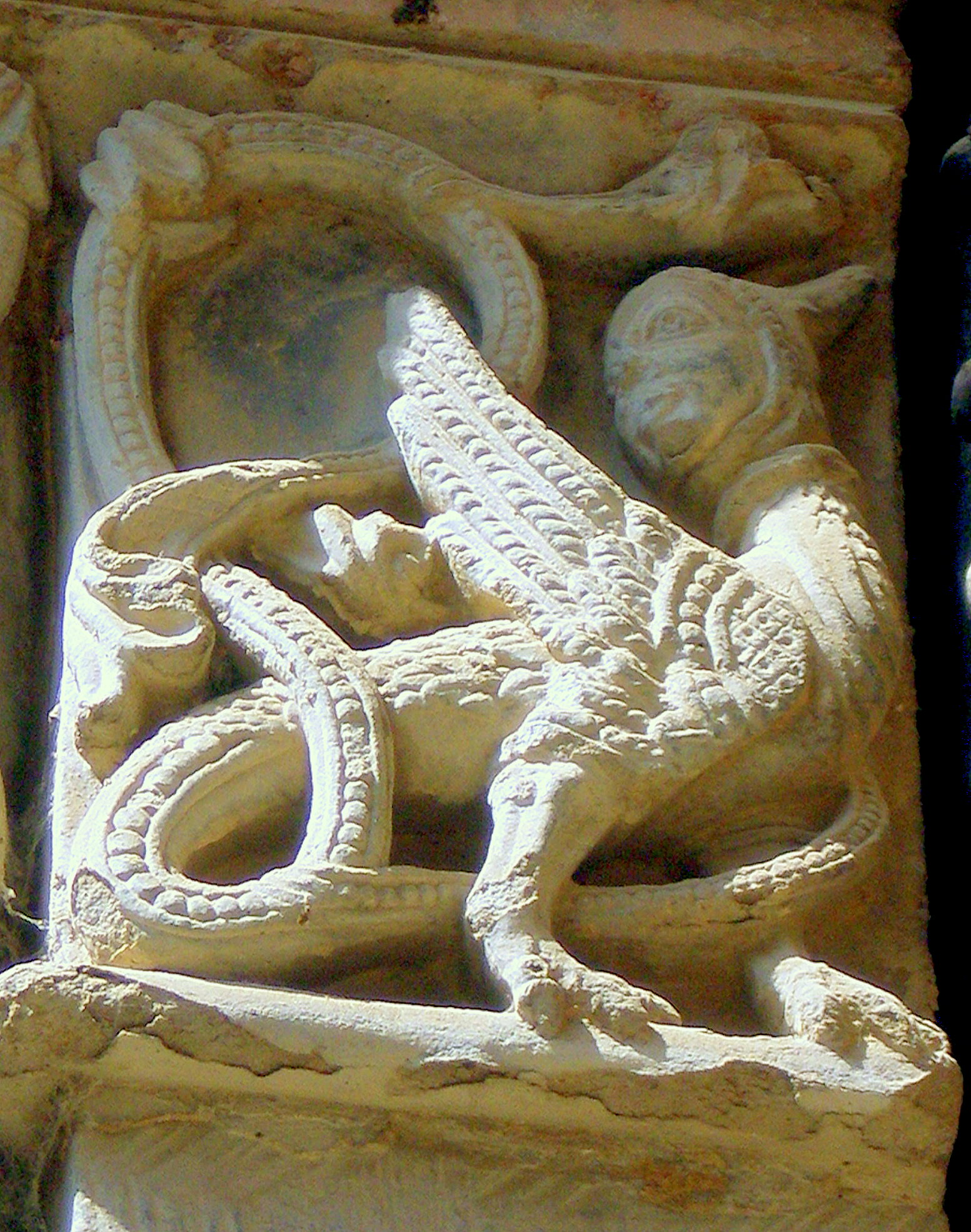
Detall

El temple de planta basilical té tres naus capçades per tres absis semicirculars, decorats exteriorment per sèries de dues arcuacions sobre lesenes. L'absis central disposa també d'una decoració similar per la part interior, amb arcuacions sobre columnes adossades. Les tres naus es cobreixen amb voltes de canó apuntades, dividides en quatre trams mitjançant tres arcs torals de secció esglaonada. Les voltes descansen sobre pilars amb columnes adossades. Molts detalls constructius fan pensar en la participació d'artistes llenguadocians, cosa que confirmen les marques dels picapedrers i, sobretot, els noms dels escultors R. de Milavel, M. de Meces i A. Sartre, esculpits en alguns capitells interiors.
S'accedeix al temple mitjançant dues portalades romàniques, obertes al mur septentrional i al ponent. La de ponent és un dels millors exemples de l'anomenada escola de Lleida, per la riquesa de la decoració. Bastida a mitjan segle xiii, és formada per vuit arquivoltes en degradació, que descansen sobre setze columnes per banda, i que constitueixen un cos sobresortint de la façana. Cada una de les arquivoltes és decorada amb motius diferents, de tipus geomètric, amb arcuacions entrellaçades, o amb figures humanes. Els capitells destaquen per una ornamentació vegetal remarcable. El fust i el basament de les columnes han estat restaurats fa poc per la Generalitat de Catalunya. Un dels elements més significatius és el grup esculpit en alt relleu, situat a les dovelles centrals de la porta, i que representen la Mare de Déu amb l'Infant, flanquejada a l'esquerra amb l'Anunciació i a la dreta amb l'Adoració dels reis. Una inscripció recorda que foren els teixidors de la vila els que sufragaren la col·locació d'aquest grup, l'any 1283. És una obra de transició, de concepció encara romànica, però amb alguns a punt d'un més gran realisme.
La porta del costat nord, de concepció més senzilla, presenta també decoració de tipus geomètric, pròpia de l'escola lleidatana. Al costat esquerre de la façana s'aixeca el campanar, obra d'època gòtica que s'acabà probablement a finals del segle xiv.
La reixa de la Capella dels Socors: porta reixada que dona accés i clou la capella coneguda com la de la Mare de Déu dels Socors. És una reixa realitzada en forja. En la part més alta i central, hi ha la presència d'una gran corona envoltada per pinacles acabats en diverses punxes de ferro. Demostra ser una obra de molta habilitat per part de l'autor. La part inferior es divideix en tres cossos: dos laterals amb sis o set bases de ferro paral·leles i verticals, i una central més ampla, la qual es subdivideix en dos portes per accedir a la capella. En aquest tram hi ha dos registres horitzontals, un superior i un inferior, on s'hi veu la riquesa del treball de la forja amb la presència de volutes diferents entrellaçades i canelobres punteguts.
Dins la capella hi ha la imatge gòtica de la Verge dels Socors, de fusta policromada.
El campanar de l'església, és una torre prismàtica de planta quadrada, oberta per estretes espitlleres fins al darrer pis, on hi ha dues finestres a cada façana, rectangulars però incorporades al mur motllurat, amb traceries de factura gòtica. Té un cos baix que arriba fins al ràfec de l'església. Per sobre hi ha un petit cos, sense obertures amb les façanes en voladís en relació amb les del cos de baix. Un tercer cos i últim, suportat per una motllura, és el que conté les finestres. Les seves façanes, molt restaurades, presenten una decoració de traceria, que forma la base de l'alta coberta que corona el campanar. Està situat a l'angle nord-oest de la façana de l'església de Santa Maria.
Entre finals de l'any 1996 i la primavera de 1997 es van dur a terme obres de restauració a la façana nord i de l'lateral nord de la façana oest de l'església de Santa Maria de Agramunt (Urgell) sota la direcció de l'arquitecte Enric Solsona, promogudes per la Diputació de Lleida. l'església es va començar a construir durant la segona meitat de segle xii, possiblement a partir de l'any 1163, data en què es concedeix la carta de població per Ermengol VII, comte d'Urgell.
En aquesta actuació es van restaurar els dos arcosolis de la banda nord de la façana oest. El sarcòfag que ens ocupa (llis, de pedra sorrenca de color grisenc, sense heràldica ni epigrafia) es va treure de seu emplaçament. Acabades les obres i abans de restituir el sarcòfag al seu emplaçament original, Enric Solsona, arquitecte-director de les obres, va demanar al director dels Serveis Territorials de Cultura a Lleida l'autorització per a obrir-lo i comprovar-ne el contingut. Josep Gallart, arqueòleg territorial de Lleida, va autoritzar-lo l'abril de l'any 1997. S'hi van trobar dos esquelets semimomificados superposats, un femení en primer terme i un de masculí a el fons, encaixat en morter de calç. El que més va sorprendre va ser que els dos esquelets conservaven en bon estat les vestimentes mortuòries, sobretot el cos femení.
Així doncs, el 29 de juliol de 1997 es va dur a terme la intervenció directa sobre el sarcòfag, autoritzada per la Direcció General del Patrimoni Cultural i promoguda pel Servei d'Arqueologia i Paleontologia. L'antropòleg Àlex Camí va dirigir l'actuació, amb la col·laboració de Josep Gallart, i la direcció de la recuperació dels teixits van anar a càrrec de Rosa M. Martín i Ros, amb la col·laboració de Carmen Lebrón, en aquell moment directora i restauradora del Museu Tèxtil i d'Indumentària de Barcelona. Es van documentar exhaustivament els dos enterraments i se'n van retirar els teixits dels dos cossos. La indumentària es va traslladar al museu Tèxtil, on es va fer un primer tractament de desinfecció. Més tard es van dipositar temporalment al Museu de Lleida i, passat un temps, des del Servei d'Arqueologia i Paleontologia es va encarregar el projecte de restauració al Centre de Restauració i Museu Tèxtil de Terrassa (CDMT) que va delegar aquesta tasca a Elisabet Cerdà, restauradora titular.

### Altar major
Realitzat en pedra, d'uns dos metres de llargada per un d'alçada. És de planta rectangular i a la part superior presenta una decoració geomètrica a base d'arcs llombards. La llosa superior sobresurt uns deu centímetres. L'altar és molt auster i pesat. Fou reconstruït cap als anys 1950 quan ens restaurà el temple.

### Piques
Joan Pons Farré escriu que abans de la guerra civil, l'església de Santa Maria d'Agramunt ja tenia cinc piques d'aigua, totes es conserven, però van ser mogudes de lloc quan es va restaurar l'església als anys 50 del segle xx.
Baptismal: Situada a la dreta de l'entrada, realitzada en pedra d'una sola peça, de forma circular i exterior gallonat. A un dels costats de la pica hi ha una marca en forma de creu. A l'interior d'aquest enorme recipient baptismal hi ha una segona pila, de reduïdes dimensions i sostinguda per un petit peu, en la qual es dipositava l'aigua beneïda.
Beneitera 1: De base quadrangular, trencada al costat dret i coronada per una anella. A sobre s'aixeca una columna tornejada a base de línies helicoïdals. La pica, amb la part inferior gallonada i la part superior un registre horitzontal decorat amb motius geomètrics seriats incisos flanquejant la data de construcció (1598). L'interior, de poca profunditat, és llis i al centre presenta un medalló vegetal dins una sanefa estelada.
Beneitera 2: Realitzada en pedra d'una sola peça. Molt robusta i austera. Té tres parts: el peu o base quadrangular i només decorat amb fines motllures incises al contorn. Li segueix un cos circular amb un diàmetre de gran amplada i absent de decoració. La pica és semiesfèrica, molt robusta i de gran amplada i profunditat. Presenta una gruixuda anella g¡radial que rodeja tota la cara exterior de la pica. En general té un aire molt pesat i auster que contrasta amb les altres piques del temple, que són molt més esveltes.
Beneitera 3: de peu quadrangular i llis, molt esvelta. El fust s'amplia a la part central i la decoració estriada és la típica de l'època. A la part mitjana inferior de la pica es troba una decoració a base de gallons allargats i units entre ells. A la part superior de la pica es veu un registre seriat amb decoració geomètrica i entremig la data de construcció, 1568. La part inferior és gallonada. A l'interior, de poca profunditat, hi ha una decoració en forma de venera, la qual acaba amb un medalló al centre de la pica que porta incís un motiu vegetal dins una estrella.
Beneitera 4: De base quadrada amb els extrems arrodonits. A sobre hi ha una columna de fust estriat amb un registre força deteriorat de motius florals. La pica, amb la part inferior gallonada i la superior amb un registre superior decorat amb motius geomètrics amb la data de 1687. A l'interior, de poca profunditat, hi ha la decoració en forma de petxina que es concentra en un medalló central decorat amb una creu incisa. Realitzada pel paleta Francesc Boixart, al qual es pagà 12 lliures i 10 sous, dos anys després de la construcció.

### Refugi antiaeri
Sota l'església hi ha un refugi antiaeri de la Guerra Civil espanyola que fou recuperat durant les obres de restauració del temple de l'any 2005. El refugi segueix la nau central i el creuer del temple, amb una galeria llarga de 34 metres i una transversal de 28,4 m. Inclou una mostra permanent sobre la vida quotidiana de la població abans de la guerra i els bombardejos que va patir la població entre l'abril del 1938 i el gener del 1939.

### Altres coses
A la primera capella de l'esquerra hi ha el Retaule de la Mare de Déu del Roser, de la primera meitat del segle xvii i atribuït a Joan Grau I. Està fet en fusta policromada. És destacable el cadiratge de l'església, fet el 1532 en fusta de roure cisellada.

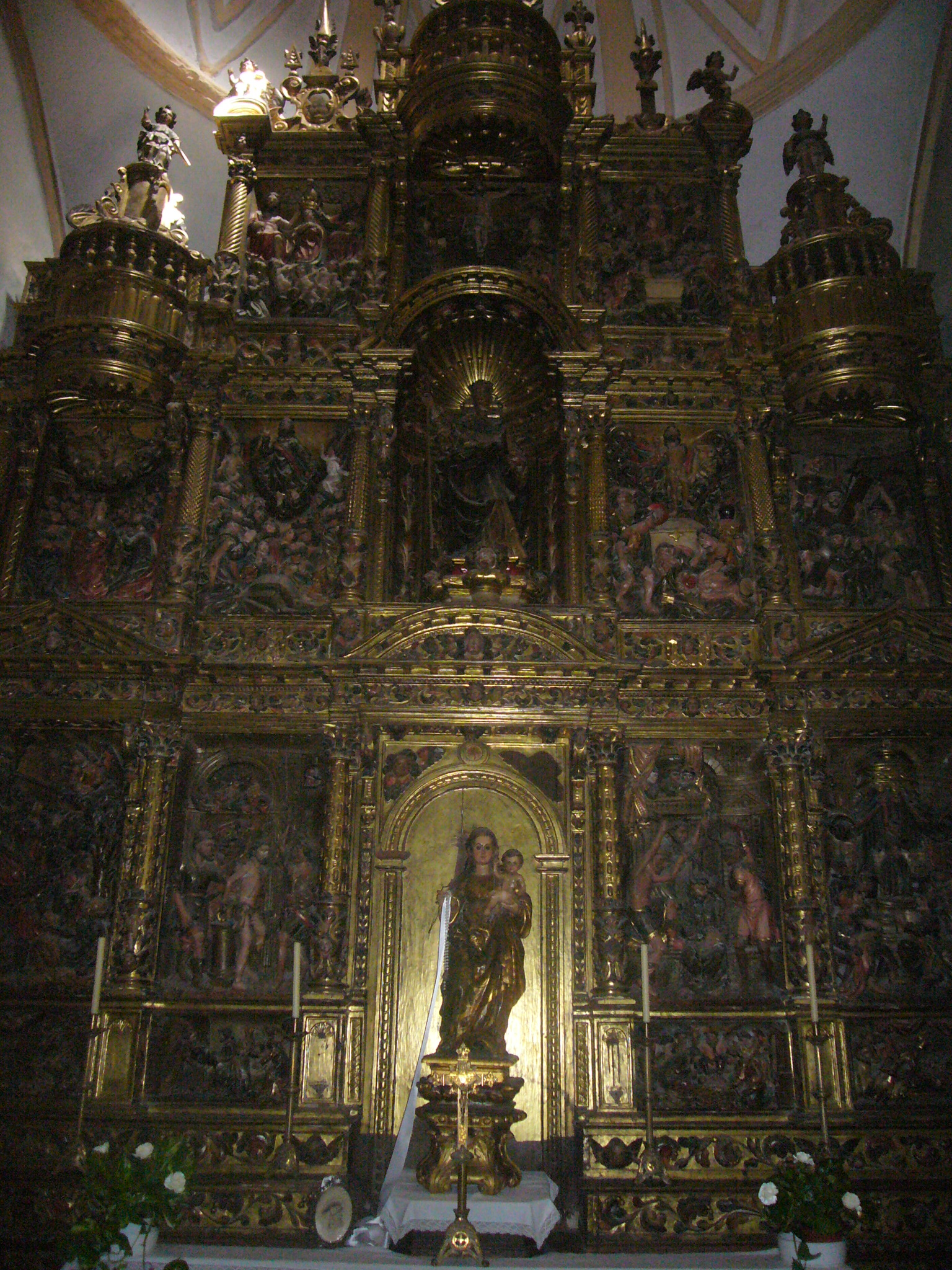
Retaule de la Mare de Déu del Roser

L'església de Santa Maria d'Agramunt estrena la reforma de la portalada occidental i tres nous vitralls. El temples són un dels majors referents del romànic català de principis del segle xiii. Des del 2005, ha estat objectiu de diferents projectes de restauració, tant de l'interior com de l'exterior, majoritàriament finançats per la Generalitat.
El temple consta de dues portalades, però la més rica en ornamentació és l'occidental. Segueix l'estil de l'anomenada Escola de Lleida, que té com una de les característiques definidores la falta de timpà a la portalada. Un grup escultòric format per la Verge amb el Nen, flanquejada per escenes de l'Adoració dels Reis Mags i l'Anunciació coronen una portalada també bellament esculpida amb motius vegetals. La reforma, que es va inaugurar aquest dissabte passat, ha perseguit millorar-ne l'estat de conservació i restaurar-la, tot eliminant aquells elements que alteraven la lectura arquitectònica. La portalada i la rosassa acumulaven gran quantitat de brutícia: s'hi han retirat 90 nius d'orenetes i materials degradats de restauracions del segle passat.
La portalada conserva restes de policromia original. L'alcalde, Bernat Solé, ha anunciat que les estudiaran per saber com estava pintada. Més endavant, la intenció és poder-les imaginar a través d'un projecte d'il·luminació.
-El retuale de la Mare de Déu del Roser : És una peça de 700 x 500 cm (aproximadament), en fusta policromada. És un dels poco retaules escultòrics del segle xvii que es conserven sencers a Catalunya. El retaule es reticular amb cinc carrers, bancal i tres pisos amb registres en relleu. La Mare de Déu del Roser amb l'infant presideix el compartiment central del primer cos, una obra posterior i d'auditoria diferente a la resta; i sant Domènec de Guzmán amb el gos es troba al compartiment central del segon pis.
El retaule es una representació del rosari, és a dir, els quinze misterio de la Mare de Déu, dividits en tres parts: misteris de goig, misteris de dolor I misteris de glòria.
El retaule de la Mare de Déu dels Socors: El retaule consta de tres carrers, amb un banc i tres pisos d'alçada. El banc no té decoració. Es tracta d'un retaule d'estil baroc, el que Martinell anomena barroc salomónic (1660 -1730). El retaule va romande a la capella fins al 1834, quan va ser cedit per 300 lliures a la confraria de la Mare de Déu del Castell i traslladat a l'absis lateral del costat de l'epístola, on era conegut com el retaule de la Immaculada Concepció.
Peces desaparegudes: Segons el Pons Farré al segle xvii van desaparèixer dos pilars de l'interior del temple que soportaven els arcs formers. L'altar era dedicat a l'Assumpció de la Mare de Déu i fou cremat el 1936. Una altra de les obres desaparegudes o en aquest cas destruïda amb la restauració dels anys 1950 va ser la portada d'entrada lateral a la banda de l'epístola, que donava al carrer de la Sabateria de Dalt.

## Història, cultura i economia

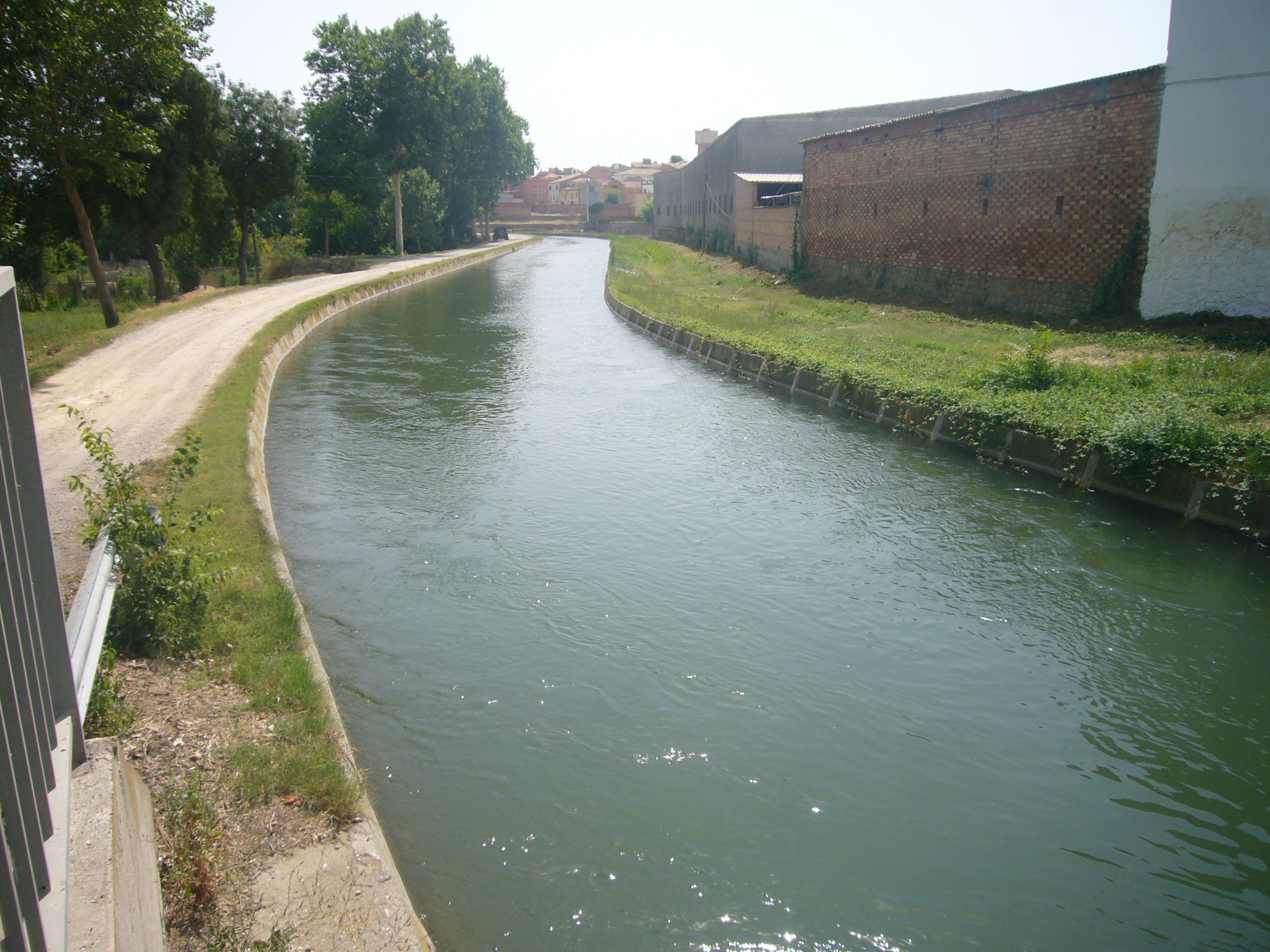
Canal d'urgell, des de Agramunt

La vila d'Agramunt fou conquerida als sarraïns el 1070 per Ermengol IV, comte d'Urgell. La vila conegué un fort desenvolupament com a centre comercial a partir de la concessió d'una carta de poblament per Ermengol VII l'any 1163. Fou probablement aleshores van començar les obres de l'església de Santa Maria, que vers el 1236 ja era pràcticament acabada. La reixa de la porta de la Capella dels Socors, fou col·locada el 24 d'abril de 1779. Va ser elaborada a Santa Coloma prop de Barcelona i va costar 310 lliures, 10 sous i 5 diners.

## Galeria d'imatges

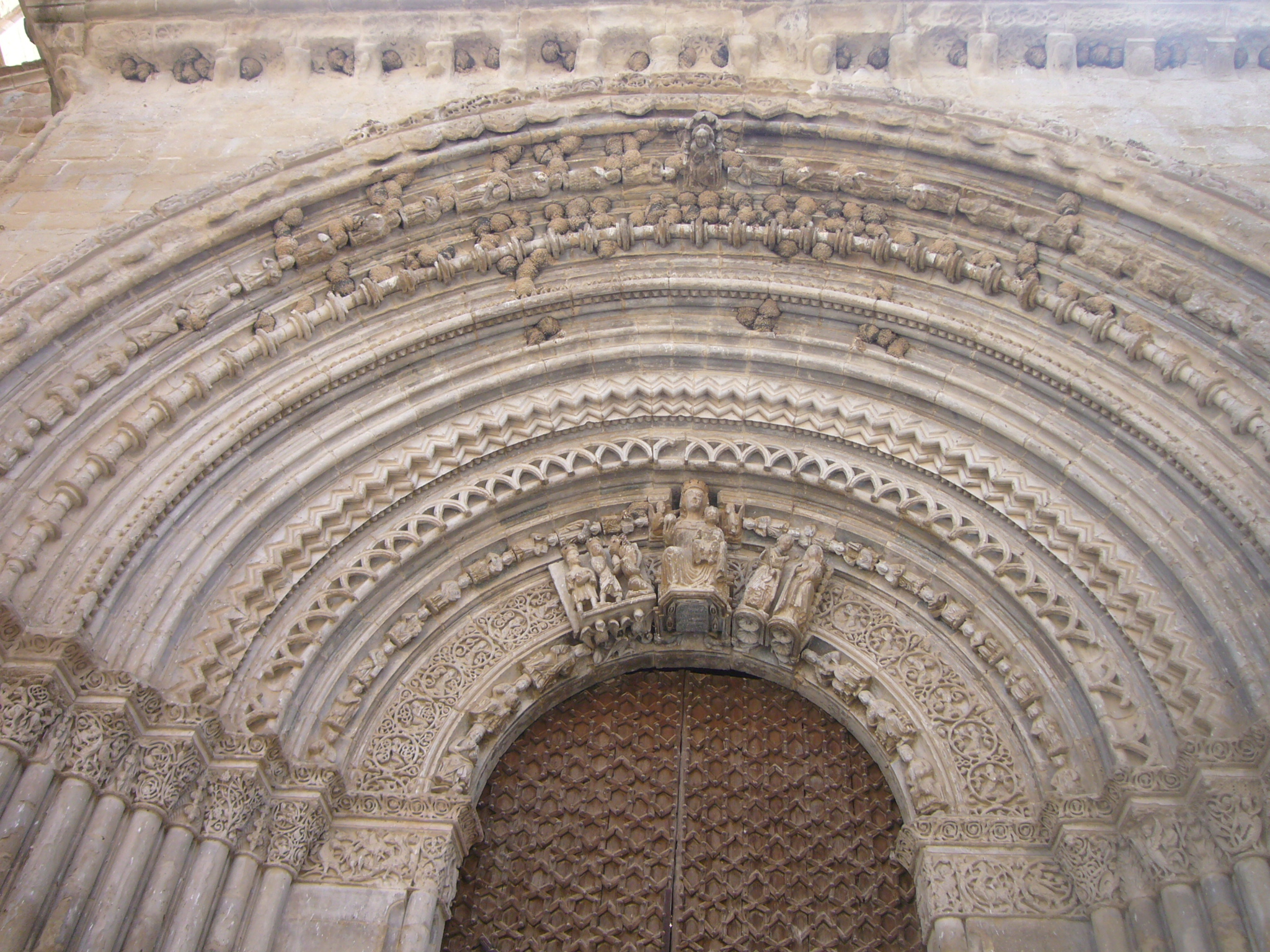
Detall de la portalada principal
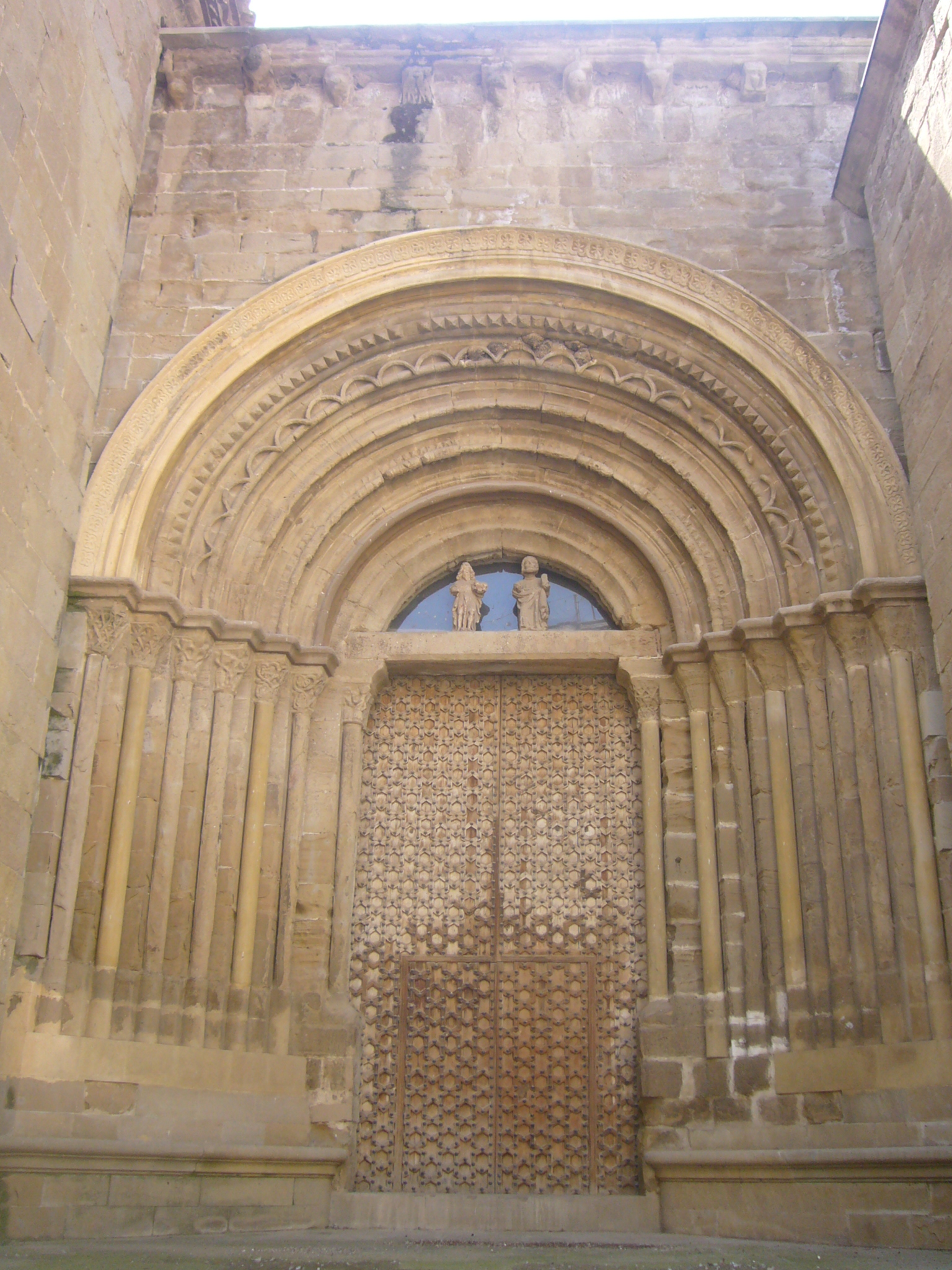
Portalada de la façana nord
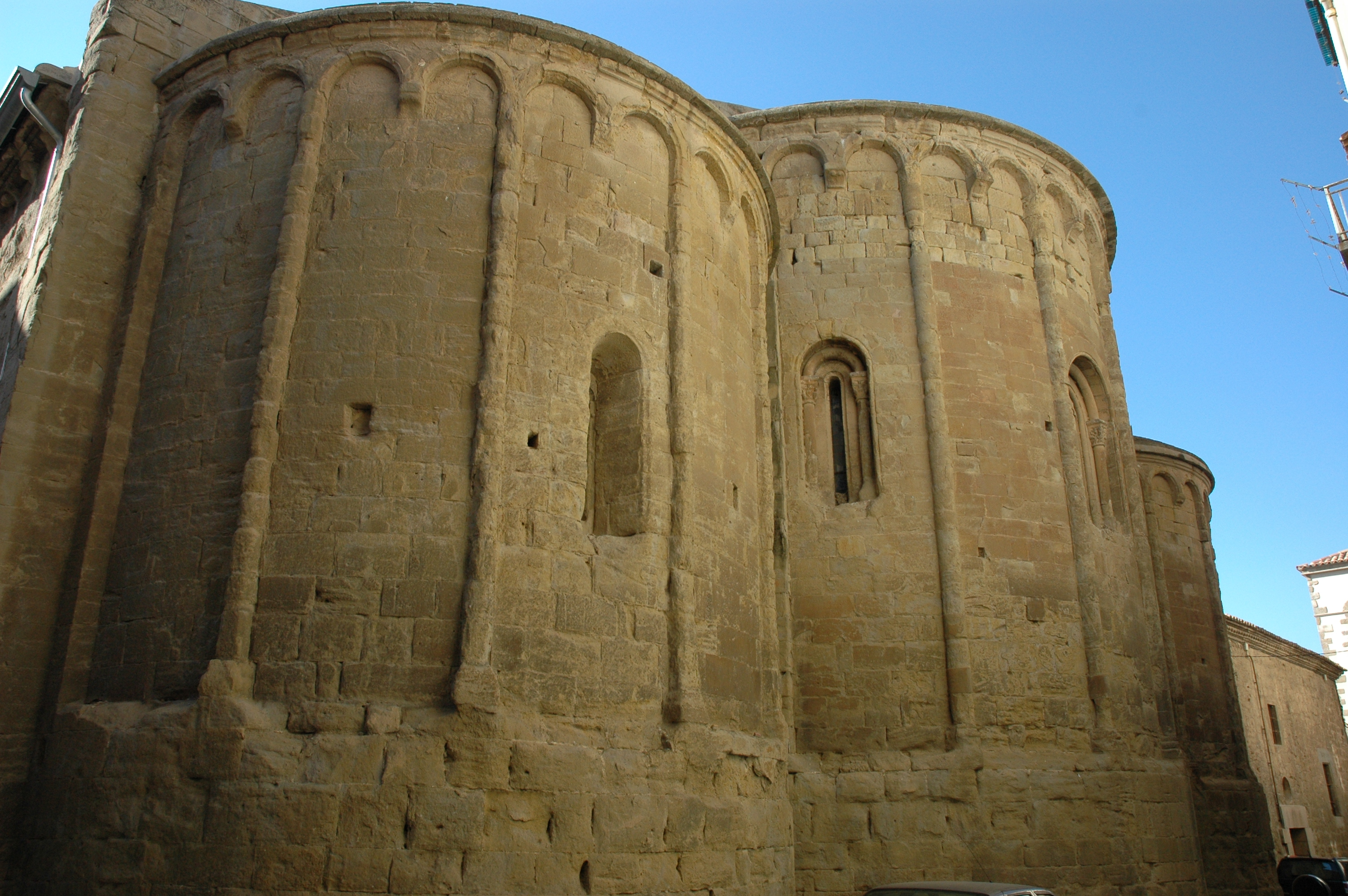
Els tres absis
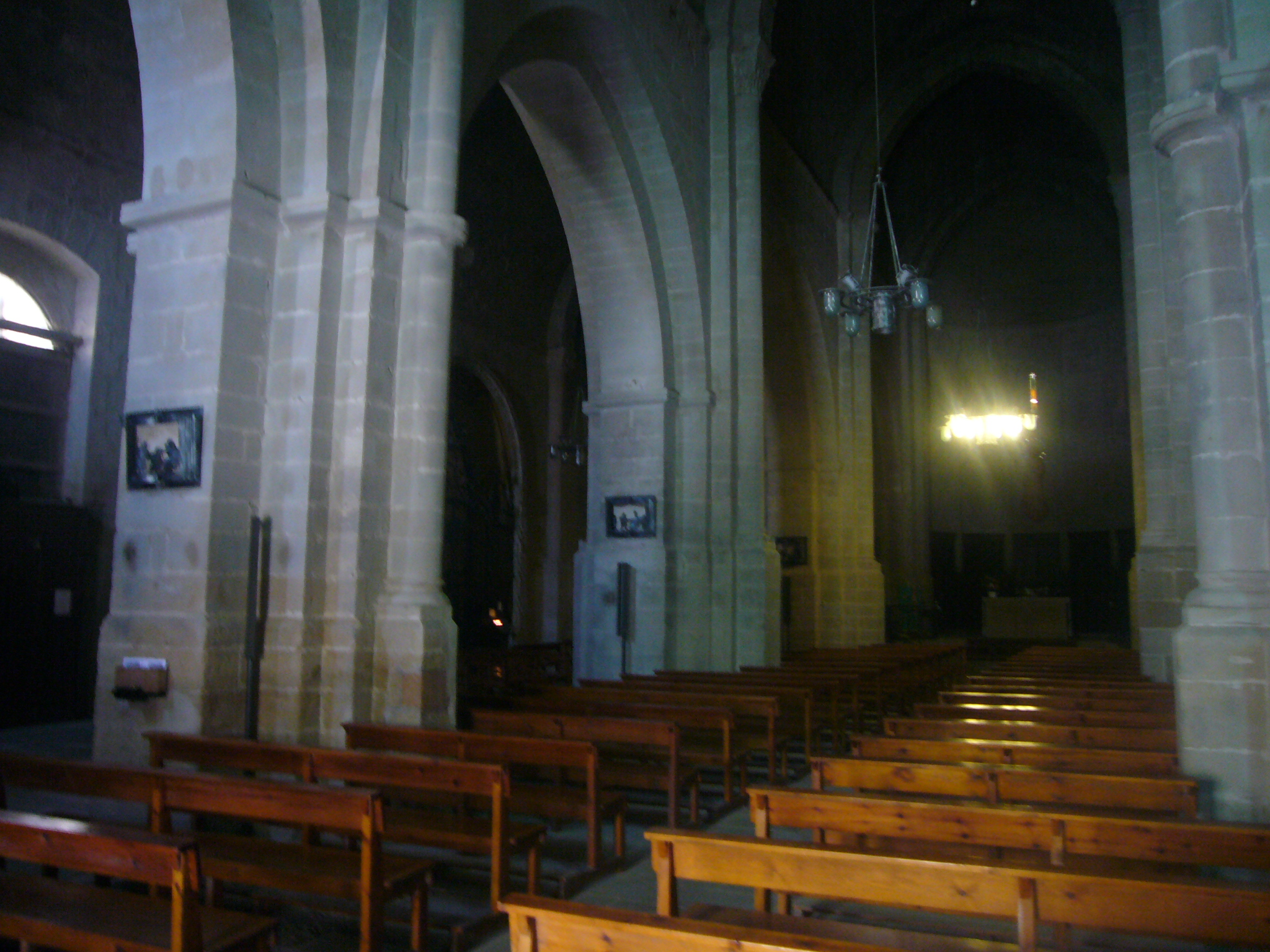
Interior del temple
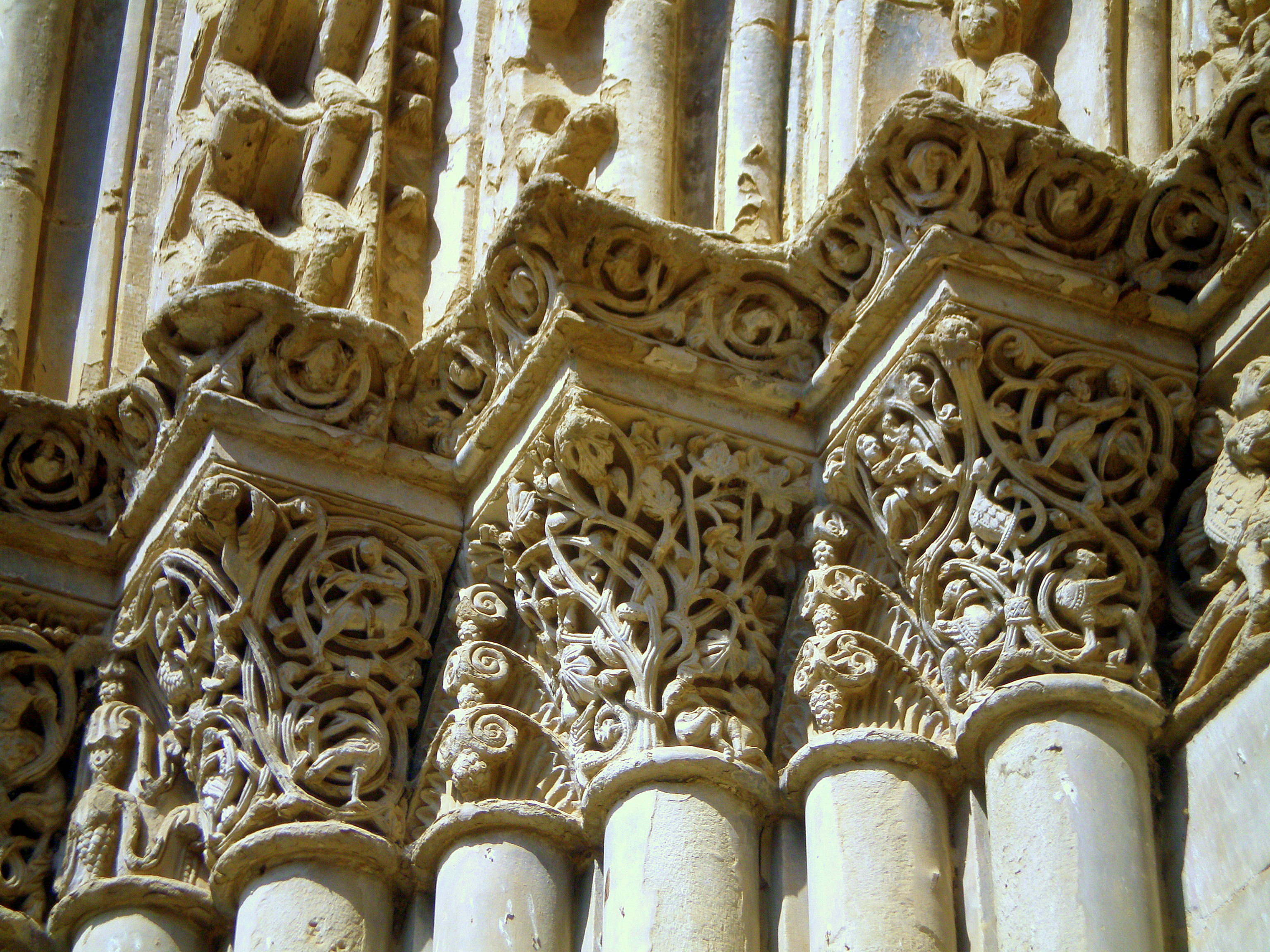
Detall de la portalada
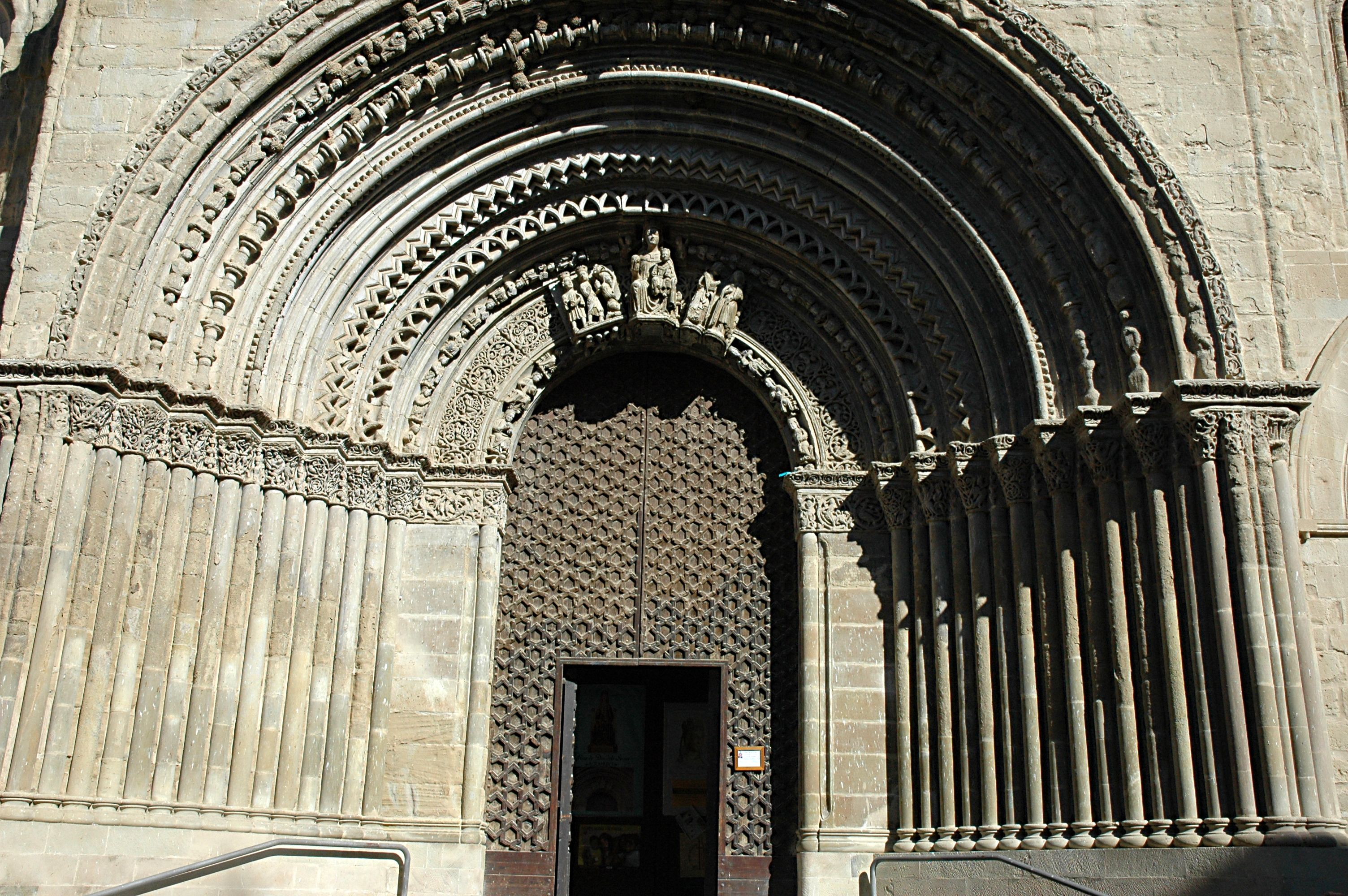
La magnífica portalada principal amb vuit arquivoltes

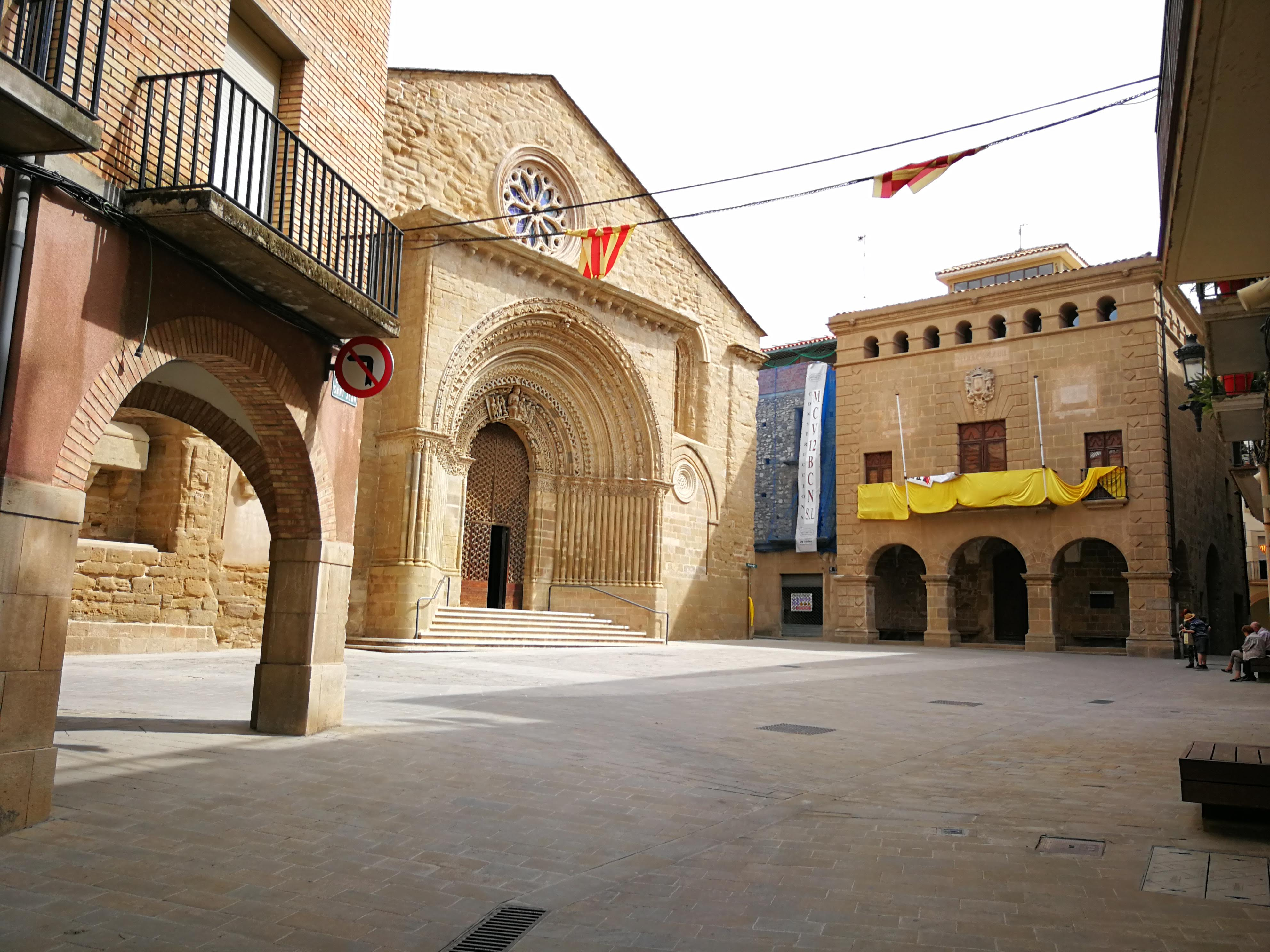
Santa Maria d'Agramunt i plaça
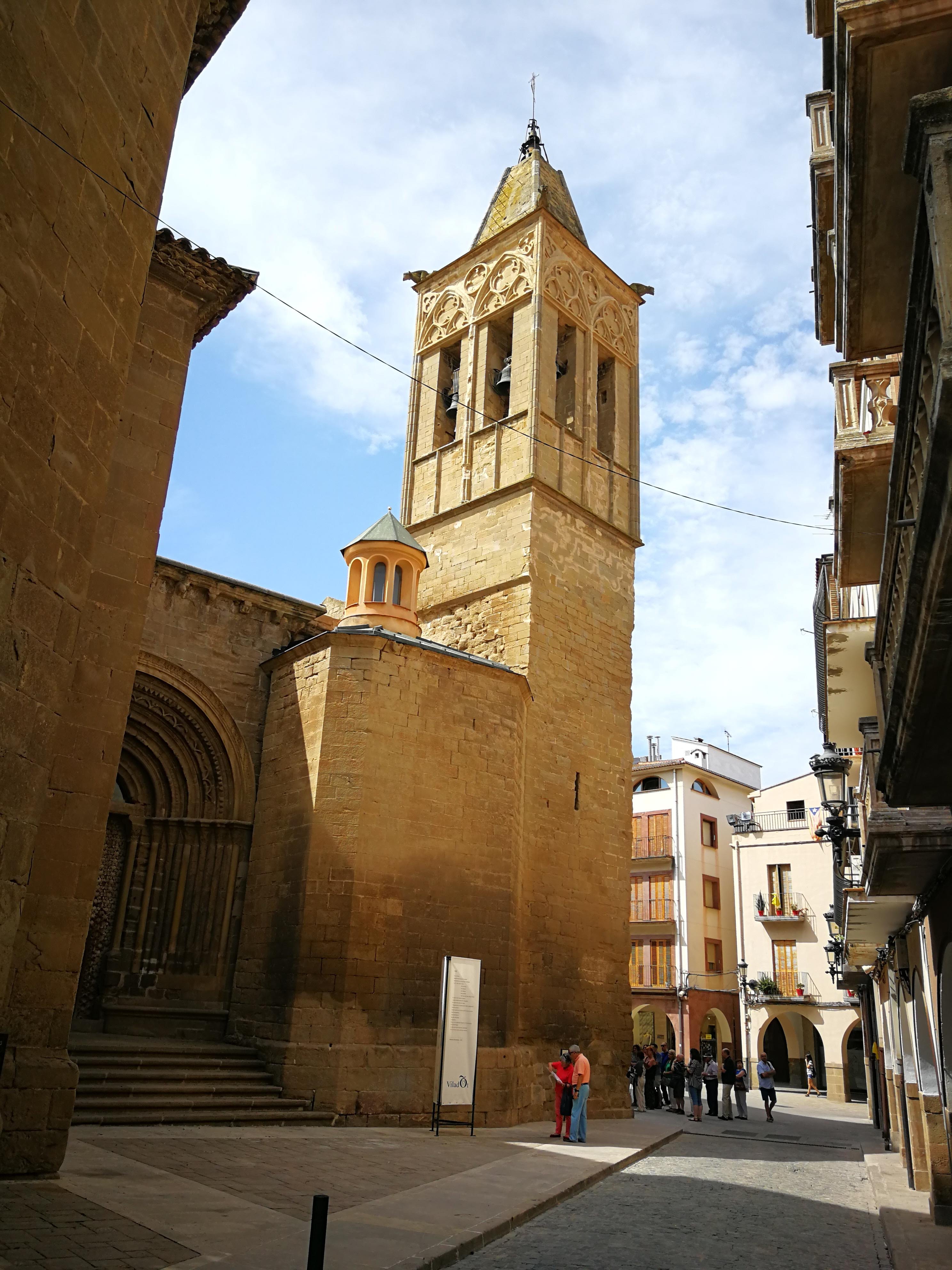
Santa Maria d'Agramunt. Torre Lateral
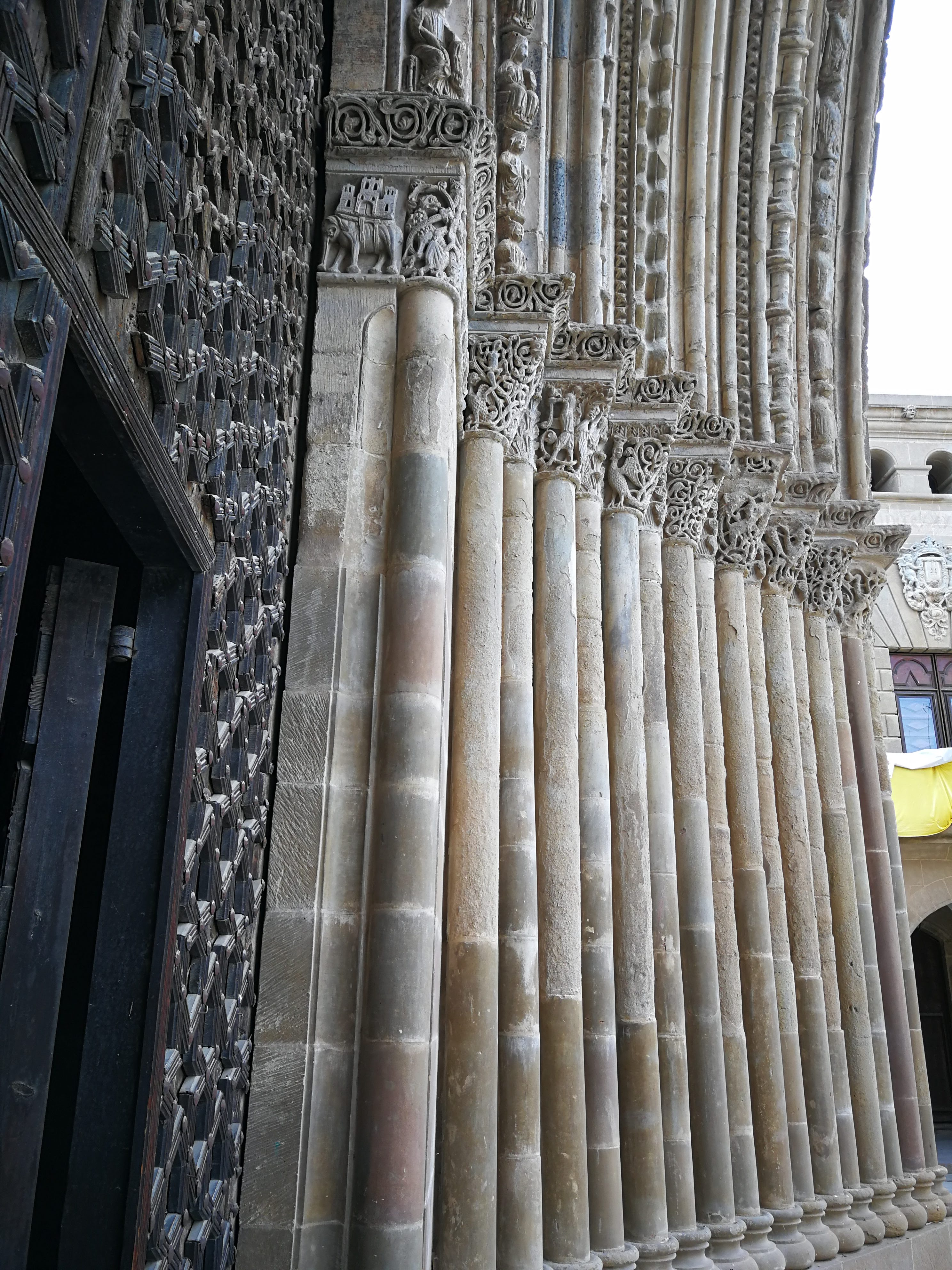
Santa Maria d'Agramunt. Capitells de la porta
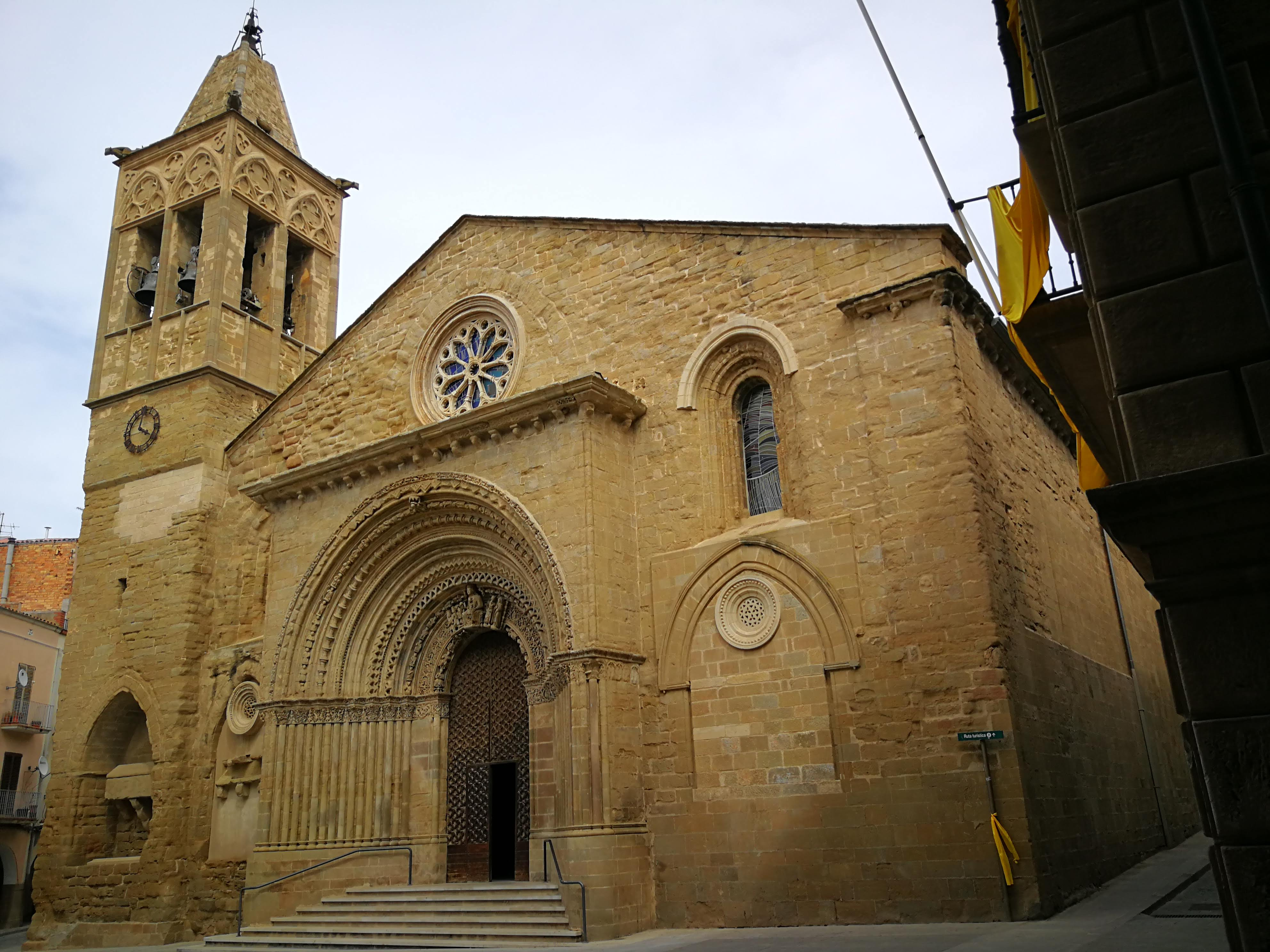
Santa Maria d'Agramunt. Façana principal amb torre
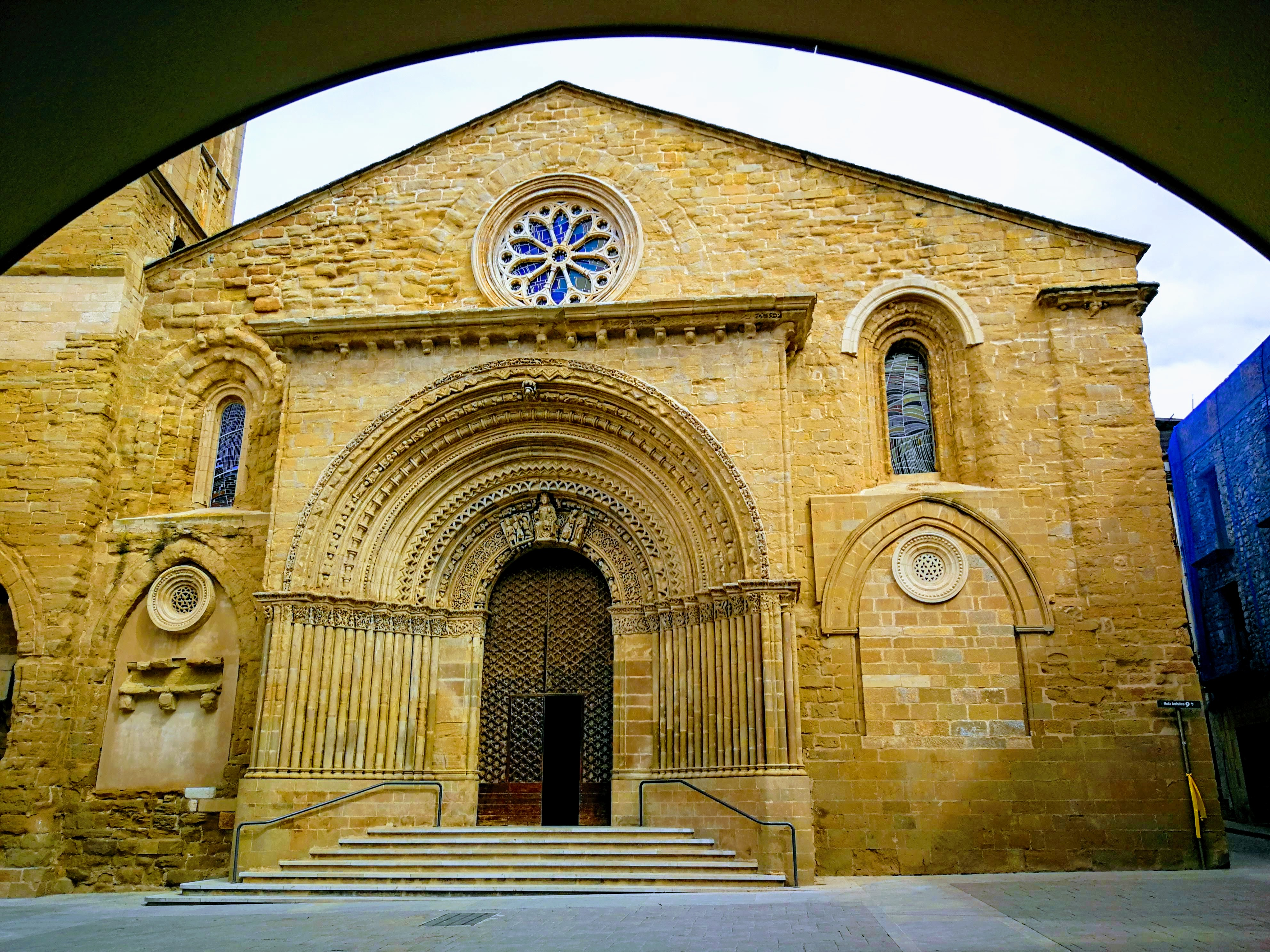
Santa Maria d'Agramunt